# Odd Børre Sørensen
Odd Børre Sørensen, född 9 augusti 1939 i Harstad, Troms fylke, död 28 januari 2023, var en norsk popsångare, som blev mest känd under artistnamnet Odd Børre. Internationellt känd blev han när han sjöng sången "Stress" som han deltog för Norge i Eurovision Song Contest 1968. Han sjöng i Kjell Karlsens orkester (1962–1970). Han slutade med popmusiken på 1970-talet och blev försäljningsagent.

## Diskografi (urval)
Album (solo)
- 1968 – Om du visste [3]

Singlar
- 1964 – "Don't leave me this way" / "When your mother tells me"
- 1965 – "Tell Me That You Care" / "Why, why - by by"
- 1966 – "Veien Hjem" / "Mariann"
- 1967 – "Lapplandsflicka" / "Hvorfor?"
- 1967 – "Flickan I Dalen" / "Livet E' En Fest" (med Kjell Karlsen's Orkester)
- 1968 – "Man Lever Bara Två Gånger" / "Än En Gång Skall Fåglarna Sjunga" (med Kjell Karlsen's Orkester)
- 1968 – "Om du visste" / "Flickan i dalen"
- 1968 – "Stress" / "Jeg Har Aldri Vært Så Glad I Noen Som Deg"
- 1969 – "Kom Til Meg" / "Bare Du Og Jeg"
- 1969 – "En Glede For Mitt Sinn" / "Nytt Liv, Bedre Liv"
- 1969 – "Monja" / "Ingen Sjeik Er Jeg"
- 1969 – "Lena" / "Elinor" (med Kjell Karlsen's Orkester)
- 1969 – "Med En Penn I Min Hånd" / "Nå"
- 1971 – "Aldri Mer" / "Sommerens Minner"
- 1973 – "Ding dang" /  "Hallo du gamle Navaho"
- 1973 – "Gro" / "Tiden"
- 1975 – "Feelings" / "Når vil jeg se deg igjen?"
- 1977 – "Da lyser en sol" / "Make Love not War"

Samarbeten
- 1968 – I Selskap Med: Kjell Karlsen's Orkester (med Kjell Karlsen's Orkester & Finn Eriksen)
- 1969 – I Selskap Med Kjell Karlsens Orkester. Vol II (med Kjell Karlsen's Orkester & Finn Eriksen)
- 1972 – Party 2 (Hanne Krogh, Odd Børre, Nordre Sving, Ivar Finsen & Jan Høiland)
- 1976 – Sammen Igjen (med Kjell Karlsen's Orkester, Webe Karlsen & Finn Eriksen)